# Michaela Baschin
Michaela Baschin (* 2. Juni 1984 in Stuttgart) ist eine deutsche Judoka. Sie trägt den 3. Dan.

## Biografie
Michaela Baschin begann 1991 mit ihrem Sport, als sie eine Alternative zu ihrer bisherigen Sportart, dem Tischtennisspielen, suchte. Schon bei den Junioren erreichte sie große Erfolge: Im Jahr 2003 wurde sie Dritte bei den U20-Europameisterschaften.
Bereits 1999 errang sie den dritten Platz bei den Deutschen Meisterschaften, 2001 wiederholte sie dieses Ergebnis. 2004, 2005 und 2006 wurde Baschin dann jeweils Deutsche Meisterin. 2005 nahm sie erstmals an Weltmeisterschaften und an Europameisterschaften teil, erzielte jedoch keine größeren Erfolge. 2006 feierte sie mit dem Gewinn der EM-Bronzemedaille ihren größten internationalen Erfolg; 2007 wurde sie Fünfte und nahm in Rio de Janeiro erneut an Weltmeisterschaften teil, schied nach einer Auftaktniederlage allerdings früh aus. Bei Internationalen Deutschen Meisterschaften gewann Baschin 2006 den Titel und wurde 2008 Zweite. Hinzu kamen zwei Siege bei Weltcupeinsätzen, 2007 in Minsk und 2008 in Rom.
Seit 2001 hat sich Baschin in der nationalen Spitze der Judoka etabliert. 2004 wurde sie ins Nationalteam berufen. Durch ihr frühes Ausscheiden in der Klasse bis 48 Kilogramm geriet die Qualifikation für die Olympischen Spiele von Peking in Gefahr. Nachdem sie jedoch 2008 in sechs Wochen fünf Einsätze im Weltcup absolviert und dabei immer die Medaillenränge erreicht hatte, war Baschin schon im März über die Europa-Rangliste qualifiziert. So verzichtete sie auf die Teilnahme an den Europameisterschaften 2008, um die vorolympische Regeneration nicht zu gefährden.
Bei den Olympischen Spielen 2008 in Peking schied Baschin im Viertelfinale gegen Ex-Weltmeisterin Yanet Bermoy aus Kuba aus, auch in der Trostrunde unterlag sie der Russin Ludmilla Bogdanowa und verlor so sämtliche Medaillenchancen.
Bei den Europameisterschaften 2009 belegte sie den dritten Rang.
Die Athletin der TSG Backnang  wird von Wolf-Rüdiger Schulz trainiert. Als ihre Vorzüge gelten Schnelligkeit und Ausdauer.